# 妙経寺 (市原市)
妙経寺（みょうきょうじ）は、千葉県市原市の姉崎地区姉崎東にある顕本法華宗寺院である。山号は一乗山。

## 概要
姉ケ崎駅東口から神明通りを直進した場所に所在する。室町時代の1460年（寛正元年）に日暁上人が開基し、かつては生い茂る緑に覆われた広い敷地に多くの御堂が立ち並んでいた。江戸時代には、この地にあった鶴牧藩の人々の崇拝を受け、要職であった多くの藩士が眠っている。ほかにも、徳川光圀や小林一茶などが旅の途中に立ち寄ったことで知られる。

## 歴史
妙経寺周辺にはもともと古くから人々が多く住んでいた形跡があり、縄文時代の姉崎妙経寺貝塚や、古墳時代の姉崎一帯の「姉崎古墳群」に含まれる姉崎妙経寺古墳群など、多くの遺跡がある。
妙経寺は1460年に日暁上人によって開基され、1591年には徳川家康から寺領10石が寄進された。1674年には徳川光圀が宿泊した。その当時の伝承を光圀は自らの著書に書き留めており、それによると、古くは真言宗寺院であったものの、日暁によって顕本法華宗寺院に改宗されたと書かれている。また、1868年の戊辰戦争で亡くなった徳川義勇軍戦没者の墓などが残っているほか、1995年の発掘調査では17世紀頃のものと思われる陶磁器類が多く出土しており、姉崎妙経寺遺跡として登録されている。

### 沿革
- 1460年 - 開基[2]
- 1591年 - 徳川家康により寺領10石が寄進される[1]。
- 1764年4月28日 - 徳川光圀が宿泊[2]。
- 1963年5月1日 - 市原市市制施行に伴い所在地が市原市姉崎453番地となる[3]。
- 1972年 - 姉崎駅前土地区画整理事業認可[6]
- 1994年 - 妙経寺の墓地移動開始[1]
- 2000年6月11日 - 墓地移転工事完了、鐘楼堂・山門等の新規建立などの事業の完成を祝う稚児行列、天童音楽落慶法要を実施。[1]
- 2017年5月27日 - 姉崎駅前土地区画整理事業換地処分のため住所が姉崎453番地から姉崎東1丁目3番地38号に変更になる[7]。

### 姉崎妙経寺貝塚
市内の他の貝塚と異なり、海に比較的近く、竪穴建物等も発見されている。

### 姉崎妙経寺古墳群
「姉崎古墳群」を参照。

### 姉崎妙経寺遺跡
1995年の調査で江戸時代の骨壷や供物などが出土。

### ゆかりのある人物など
- 徳川家康
- 徳川光圀
- 小林一茶（丁子屋 - 現：姉崎ロイヤルホテル - に宿泊）
- 義僕市兵衛
- 孝子五郎
- 田中篤実
- 豊田一貫
- 小野満
- 徳川義軍戦没者
- 横須賀海軍犠牲者
- あねぼん

## 交通

### 鉄道
- JR東日本内房線姉ケ崎駅から徒歩3分

### バス
- 小湊鐵道「姉ケ崎駅入口」から徒歩3分
- 小湊鐵道及び日東交通及びあおばす「姉崎三角」から徒歩5分